# Русакова (Свердловская область)
Русакова — деревня в Пышминском городском округе Свердловской области России.

## Географическое положение
Деревня Русакова расположена в 24 километрах (по дорогам в 26 километрах) к югу от посёлка Пышма, на левом берегу реки Дерней (правого притока реки Пышмы) и на правом берегу реки Камышки — левого притока Дернея. Деревни и сёла на Дернее тянутся цепью друг за другом. Сама деревня Русакова на севере (на противоположном берегу Камышки) граничит с деревней Комаровой, на юге — с селом Четкарином.

## Население
| 2002 | 2010 | 2021 |
| ---- | ---- | ---- |
| 174  | ↘141 | ↘98  |